# Sonatine pour violon (Dvořák)

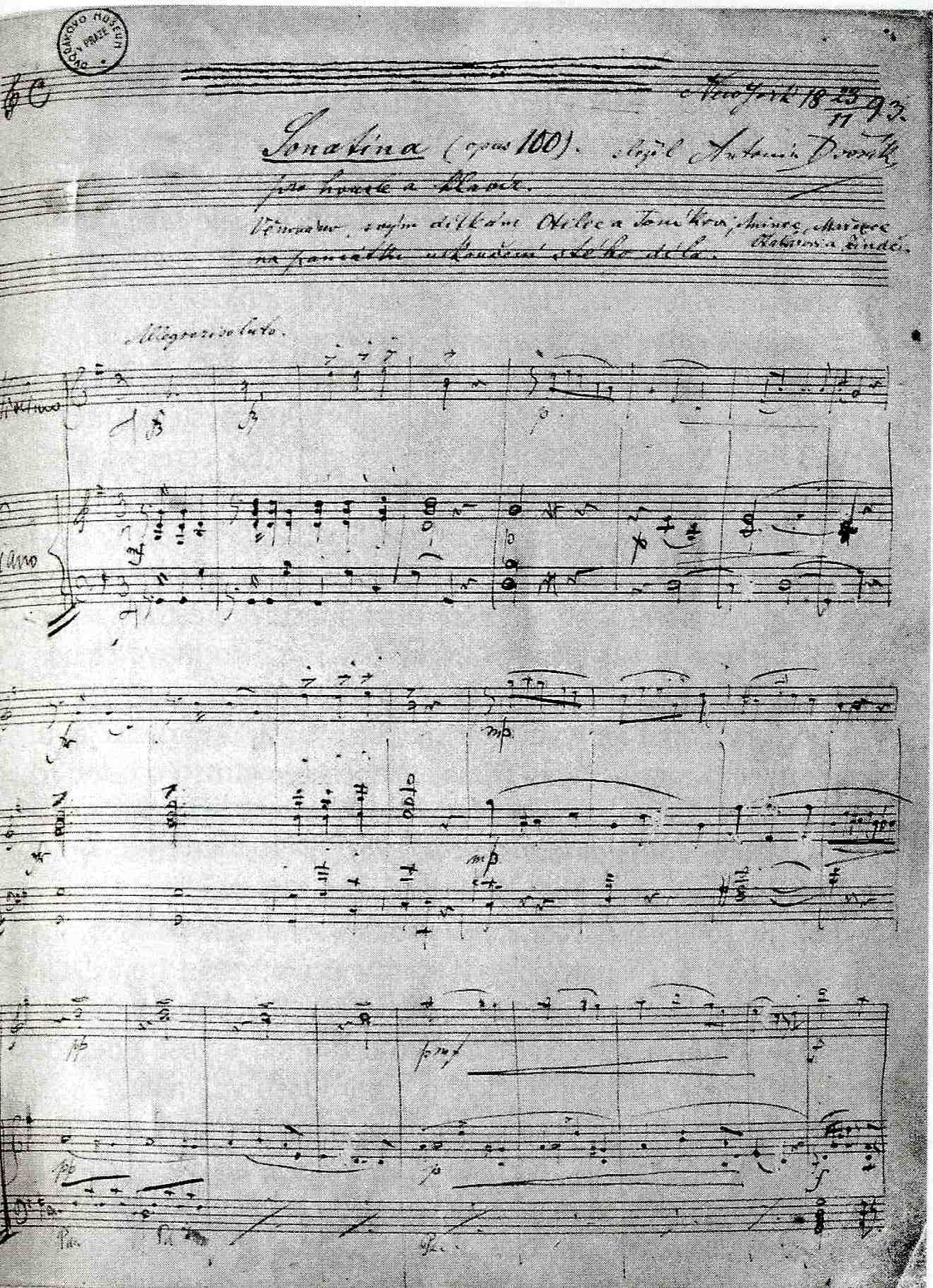
Page de titre de la partition autographe de la Sonatine de Dvořák avec dédicace, 1893

La Sonatine en sol majeur pour violon et piano (tchèque : Sonatina G dur pro housle a klavír), op. 100, B. 183, est une œuvre d'Antonín Dvořák, écrite entre le 19 novembre et le 3 décembre 1893, à New York. C'est la dernière composition de chambre qu'il écrivit pendant son séjour aux États-Unis. 
Dvořák compose cette sonatine d'après les capacités instrumentales de ses propres enfants, en particulier celles de sa fille Otilie Suková (cs), âgée de 15 ans et de son fils de 10 ans, Toník, qui jouaient respectivement du piano et du violon. Dans une lettre à Fritz Simrock du 2 janvier 1894, Dvořák conçoit la pièce dans les termes suivants : « Elle est destinée aux jeunes (dédiée à mes deux enfants), mais même les grandes personnes, les adultes, devraient pouvoir converser avec... » La sonatine est publiée par Simrock à Berlin en 1894. 
Il existe également dans une version pour violoncelle et piano.

## Structure
1. Allegro risoluto, sol majeur
2. Larghetto,  sol mineur
3. Molto vivace, sol majeur
4. Allegro, sol majeur

Les quatre mouvements de la sonatine – assez courts – présentent chacun une structure formelle simple et claire (d'où le diminutif, cf. sonate). Ils contiennent tous des thèmes qui, comme ceux déjà présents dans ses autres œuvres de chambre américaines (le Quatuor à cordes en fa et le Quintette à cordes en mi bémol ), doivent leur inspiration aux mélodies indiennes et aux negro spirituals, caractérisés par des échelles pentatoniques et un rythme syncopé, entre autres traits. 
Le caractère général de la composition est frais et joyeux. Seul le deuxième mouvement et une partie du dernier mouvement sont nostalgiques ; ils sont inspirés par le désir du compositeur de retrouver son pays d'origine.
Un motif pour le mouvement lent Larghetto a été noté à la hâte sur la manche de la chemise de Dvořák lors d'une visite aux chutes Minnehaha, à Minneapolis. Simrock vend ce mouvement séparément, sans l'autorisation du compositeur, et Fritz Kreisler l'interpréta souvent comme une « Lamentation indienne ». Elle apparaît également sous le nom de Canzonetta indienne ; ces titres romantiques n'étaient pas ceux du compositeur, mais ont été ajoutés ultérieurement par les éditeurs.